# بشار عبدالله
بشار عبدالله (انگلیسی: Bashar Abdullah؛ زاده ۱۲ اکتبر ۱۹۷۷) یک بازیکن فوتبال اهل کویت است.
وی همچنین در تیم ملی فوتبال کویت بازی کرده است.